# Kolonia (Rykoszyn)
Kolonia – część wsi Rykoszyn w Polsce położona w województwie świętokrzyskim, w powiecie kieleckim, w gminie Piekoszów. 
W latach 1975–1998 Kolonia administracyjnie należała do województwa kieleckiego.